# RQ-6 Outrider
RQ-6 Outrider – taktyczny, bezzałogowy aparat latający (UAV - Unmanned Aerial Vehicle) opracowany  przez amerykańską firmę Alliant Techsystems. Miał być to aparat przeznaczony dla wszystkich rodzajów sił zbrojnych Stanów Zjednoczonych z wyjątkiem United States Air Force.

## Historia
W maju 1996 roku firma Alliant Techsystems wygrała konkurs  na opracowanie bezzałogowego aparatu rozpoznawczego dla sił zbrojnych Stanów Zjednoczonych, opartego na konstrukcji już istniejącego aparatu Hellfox UAV, który został wybrany przez US Army do dalszych prac rozwojowych. Jednak już w roku 1996 cały program został w całości anulowany.

## Konstrukcja
Outrider posiadał tandemowe skrzydła, umieszczone jedno za drugim, na górnej i dolnej części kadłuba, połączone ze sobą swoimi końcówkami. W wersji prototypowej aparat napędzany był silnikiem tłokowym a w ostatecznej silnikiem rotacyjnym połączonym ze śmigłem pchającym. Do kadłuba przymocowane było trójkołowe podwozie, aparat startował i lądował sposobem "samolotowym" jednak w przypadku braku miejsca do lądowania, misja mogła zakończyć się na spadochronie. RQ-6 wyposażony był w stabilizowaną głowicę optoelektroniczną firmy IAI Tamam, POP (Plug-In Optronic Payload). W głowicy można było umieścić kamerę do obserwacji dziennej oraz kamerę podczerwoną do wykorzystania w nocy. Outrider mógł wykonywać swoje zadania w sposób w pełni autonomiczny jak również być sterowany ze stanowiska naziemnego, na pokładzie zamontowany był odbiornik systemu GPS.